# 조흥운
조흥운(趙興雲, 1954년 8월 13일 ~)은 전 KBO 리그에 삼미 슈퍼스타즈의 야구 선수이다. 2008년 현재 경기도 포천시에서 동생과 함께 유리사업을 하고 있다.